# 大分市立城南中学校
大分市立城南中学校（おおいたしりつ じょうなんちゅうがっこう）は、大分県大分市大字荏隈にある市立中学校。

## 概要
大分市市街地の南西部、大道トンネルを抜けた西側の地域を校区とする。校地の北側で大分県道207号大分挾間線に面し、東側を大分自動車道（1996年開通）が通過する。
この地区には、1962年（昭和37年）から1965年（昭和40年）にかけて城南団地が造成され、1964年（昭和39年）に大分市が新産業都市に指定されて大分臨海工業地帯が開発されたことと相まって、人口が急増した。本校は、その影響による中学就学期の生徒増に対応するために、1976年（昭和51年）4月1日に大分市立南大分中学校から分離して新設された。

## 通学区域
- 大分市立城南小学校通学区

永興の一部、奥田の一部、荏隈の一部、三芳の一部、金谷迫の一部、賀来の一部、はなの森
- 大分市立荏隈小学校通学区

荏隈の一部、賀来の一部、賀来北一丁目の一部、永興の一部

## 交通
- 鉄道：JR九州久大本線南大分駅より徒歩約10分
- バス：大分バス中の瀬団地入口停留所下車